# رافقة (اسم)
رافقة هو اسم علم مؤنث من أصل عربي، ومعناه هو المعرفة الذي استلت سيفها.

## وصلات خارجية
- موسوعة السلطان قابوس لأسماء العرب نسخة محفوظة 5 أبريل 2019 على موقع واي باك مشين.